# Music for the Masses Tour
Music for the Masses Tour bylo koncertní turné britské elektronické hudební skupiny Depeche Mode na podporu jejího šestého studiového alba Music for the Masses, které vyšlo v září roku 1987. V rámci turné skupina poprvé vystoupila v tehdejším Československu.
Vystoupení 18. června 1988 ve stadionu Rose Bowl v Pasadeně bylo zfilmováno a vydáno jako koncertní album a videozáznam 101.

## Setlist
|  | Evropa, Severní Amerika (1.–3. část) 1. „Pimpf“ (úvod) 2. „Behind the Wheel“ 3. „Strangelove“ 4. „Sacred“ 5. „Something to Do“ 6. „Blasphemous Rumours“ 7. „Stripped“ 8. „Pipeline“ (*) 9. - „The Things You Said“ (*) - „It Doesn't Matter“ (*) 10. „Black Celebration“ 11. „Shake the Disease“ 12. „Nothing“ 13. - „Pleasure, Little Treasure“ - „Just Can't Get Enough“ 14. „People Are People“ 15. „A Question of Time“ 16. „Never Let Me Down Again“ Přídavek 1 17. „A Question of Lust“ (*) 18. „Master and Servant“ Přídavek 2 19. „Everything Counts“ | Japonsko, Severní Amerika (4. a 5. část) 1. „Pimpf“ (úvod) 2. „Behind the Wheel“ 3. „Strangelove“ 4. „Sacred“ 5. „Something to Do“ 6. „Blasphemous Rumours“ 7. „Stripped“ 8. - „Never Turn Your Back on Mother Earth“ (coververze písně od skupiny Sparks) (*) - „Somebody“ (*) 9. - „The Things You Said“ (*) - „It Doesn't Matter“ (*) 10. „Black Celebration“ 11. „Shake the Disease“ 12. „Nothing“ 13. „Pleasure, Little Treasure“ 14. - „Master and Servant“ - „People Are People“ 15. „A Question of Time“ 16. „Never Let Me Down Again“ Přídavek 1 17. „A Question of Lust“ (*) 18. - „Just Can't Get Enough“ - „Master and Servant“ Přídavek 2 19. „Everything Counts“ |

„(*)“ značí písně, které zpíval Martin Gore.

## Hudebníci
- Dave Gahan – zpěv
- Martin Gore – syntezátor, klávesy, kytara, melodica, hlavní a doprovodný zpěv
- Alan Wilder – syntezátor, klávesy, doprovodný zpěv
- Andrew Fletcher – syntezátor, klávesy, doprovodný zpěv